# Portugiesischsprachige Wikipedia
Die portugiesischsprachige Wikipedia ist die Ausgabe der Wikipedia in portugiesischer Sprache.

## Geschichte
Die portugiesischsprachige Wikipedia wurde am 11. Mai 2001 eingerichtet.
Am 1. März 2003 überschritt die portugiesischsprachige Wikipedia erstmals die Grenze von 1000 Artikeln, am 26. Januar 2006 erschien der 100.000. Artikel (To google), und am 12. August 2009 erreichte sie die Grenze von 500.000 Artikeln, mit einem Artikel über die heute verlassene Stadt Ciudad Real del Guayrá in Südbrasilien (damals Paraguay).
Die portugiesische Sprachversion führt seit dem 26. Juni 2018 über 1.000.000 Artikel. Von diesen sind etwa 16 % automatisiert von Bots erstellt, was unter den Wikipedias der Weltsprachen ein relativ hoher Anteil ist.

Anzahl der Fotos aus verschiedenen Ländern bei Wiki Loves Monuments

An dem weltweiten Fotowettbewerb Wiki Loves Monuments der Mediensammlungs-Website Wikimedia Commons nahm die portugiesische Wikipedia nur 2011 teil. In diesem Jahr wurden fast 16.000 Fotos hochgeladen.
Nach einer Abstimmung durch die Community der portugiesischsprachigen Wikipedia im Herbst 2020 wurde zur Verhinderung von Vandalismus die Möglichkeit zum Editieren ohne Anmeldung deaktiviert.

## Betreiber
Betreiber der portugiesischsprachigen Wikipedia wie aller anderen Sprachversionen der freien Internet-Enzyklopädie ist die Wikimedia Foundation in San Francisco, USA.

## Herkunft der Beiträge und Sprachvarianten

Wo die portugiesischsprachige Wikipedia viel gelesen wird

Mit 84,3 % kommt die Mehrzahl der Wikipedia-Bearbeitungen aus Brasilien, gefolgt von 9,1 % der Beiträge aus Portugal. Die portugiesische Wikipedia ist damit als eine Institution der Lusophonie zu sehen. Seit 2009 sollen Artikel gemäß den Regeln des Orthographie-Übereinkommens Portugiesisch von 1990 geschrieben werden.
Die relativen Unterschiede zwischen dem brasilianischen Portugiesisch einerseits und dem in Portugal und den portugiesischsprachigen Ländern Afrikas (PALOP) gesprochenen Portugiesisch andererseits führten 2007 zu zwei Vorstößen, eine jeweils eigene Wikipedia-Sprachversion zu betreiben. Diese wurden jedoch beide abgelehnt.